# ATV
ATV е турски телевизионен канал. Основан е на 12 юли 1993 г. от турския предприемач Динч Билгин в Истанбул.
Към 2013 г. ATV е петият по популярност канал в Турция с аудитория от 6,71%. От 1993 до 2002 г. каналът е част от медийния холдинг Sabah Grubu. От 2002 г. до 2007 г. той принадлежи на Ciner Medya Grubu, след което е прехвърлен на Турския фонд за гарантиране на спестовни влогове, който през 2007 г. продава канала на холдинга Turkuvaz Medya Grubu. Холдингът е собственик на канала и до днес.
Телевизията управлява няколко дъщерни канала – информационния atv Haber, спортния atv Spor, излъчващия за Европа atv Avrupa и детските канали minikaÇOCUK и minikaGO.
|  | Тази страница частично или изцяло представлява превод на страницата „ATV (Турция)“ в Уикипедия на руски. Оригиналният текст, както и този превод, са защитени от Лиценза „Криейтив Комънс – Признание – Споделяне на споделеното“, а за съдържание, създадено преди юни 2009 година – от Лиценза за свободна документация на ГНУ. Прегледайте историята на редакциите на оригиналната страница, както и на преводната страница, за да видите списъка на съавторите. ВАЖНО: Този шаблон се отнася единствено до авторските права върху съдържанието на статията. Добавянето му не отменя изискването да се посочват конкретни източници на твърденията, които да бъдат благонадеждни. |